# Kirkel
Kirkel é um município da Alemanha localizado no distrito de Saarpfalz, estado do Sarre.